# Christian Geller
Christian Geller (ur. 10 marca 1975) – niemiecki producent muzyczny, kompozytor, aranżer i menadżer muzyczny, znany również pod pseudonimem Nick Raider. 

## Kariera
W dzieciństwie był fanem niemieckiego duetu Modern Talking. Geller zaczął współpracę z członkiem Modern Talking Thomasem Andersem w połowie lat 90. XX wieku. W 1999 roku Geller i Anders założyli spółkę GmbH ze studiem nagraniowym w Koblencji, gdzie Geller zaczął tworzyć muzykę profesjonalnie. Za pośrednictwem Andersa nawiązał kontakt z innymi artystami, dla których pisał i produkował. Po pobycie w Berlinie powrócił do Nadrenii, gdzie wraz ze swoimi partnerami Fabianem Zimmermannem i Christofem Neugebauerem założył The Hafen Studios w Andernach. Około stu piosenek, które współtworzył lub wyprodukował, od takich artystów jak David Hasselhoff, Hape Kerkeling, Yvonne Catterfeld, Truck Stop, Claudia Jung, No Angels, Caught in the Act, Banaroo i beFour, trafiło na niemieckie listy przebojów.